# Theristus gracilis
Theristus gracilis (syn. Monohystera gracilis) is een rondwormensoort uit de familie van de Xyalidae. De wetenschappelijke naam van de soort is voor het eerst geldig gepubliceerd in 1876 door de Man.